# Aphaenogaster megommata
Aphaenogaster megommata é uma espécie de inseto do gênero Aphaenogaster, pertencente à família Formicidae.